# 사랑을 믿어요
《사랑을 믿어요》는 2011년 1월 1일부터 2011년 7월 31일까지 방영된 KBS 2TV 주말 드라마이다.

## 줄거리
착하디착한 김교감 집 사람들이 저마다의 우여곡절을 이겨내며 따뜻하고 행복한 가정을 만들어가는 이야기

## 등장 인물

### 김영호네 가족
- 나문희 : 차귀남 역 - 할머니
- 송재호 : 김영호 역 - 교감
- 선우용여 : 이미경 역 - 영호의 아내
- 이재룡 : 김동훈 역 - 맏아들
- 박주미 : 서혜진 역 - 맏며느리, 성현미술관 부관장
- 황우슬혜 : 최윤희 역 - 수양딸, 고등학교 영어교사
- 한채아 : 김명희 역 - 막내딸
- 김환희 : 김란이 역 - 동훈과 혜진의 딸

### 김수봉네 가족
- 박인환 : 김수봉 역 - 우진의 아버지, 방송국 드라마 작가
- 윤미라 : 윤화영 역 - 우진의 어머니, 배우
- 이필모 : 김우진 역 - 수봉과 화영 아들, 음악 프로듀서

### 김영희네 가족
- 문정희 : 김영희 역 - 맏딸, 김수봉 작가의 드라마 보조 작가
- 권해효 : 권기창 역 - 영희의 남편, 피닉스 종합학원 스타 강사 겸 원장
- 윤홍빈 : 권재현 역 - 영희와 기창의 맏아들
- 오재무 : 권두현 역 - 영희와 기창의 둘째 아들
- 김단율 : 권두희 역 - 영희와 기창의 막내 아들

### 주변 인물
- 조진웅 : 김철수 역
- 하재숙 : 김철숙 역 - 김철수의 여동생, 윤화영의 매니저
- 이상우 : 한승우 역 - 성현미술관 관장, 서혜진을 사랑함

### 그 외 인물
- 김동주 : 서혜진의 어머니 역
- 김동수 : 서혜진의 아버지 역
- 최일화 : 한상복 역 - 한승우의 아버지 역
- 이규준 : 한승우의 비서 역
- 고경표 : 권필용 역 - 아이돌이 꿈인 최윤희의 제자
- 이다연 : 성현미술관 직원 역
- 이일민 : 고영수 역 - 최윤희네 반 학생
- 김혜진 : 윤지수 역
- 유장영 : 민호 역
- 권병길 : 권기창의 아버지 역
- 장미자 : 권기창의 어머니 역
- 원종례 : 교장 역
- 김미옥 : 김 작가네 집 가사도우미 역
- 양은용 : 액세서리샵을 운영하는 김영희의 친구 역
- 신선희 : 옷가게 매니저 및 최윤희네 반 학부형 역
- 김선은 : 서혜진을 인터뷰한 사진기자 역
- 조선옥 : 서혜진을 인터뷰한 기자 역
- 전해룡 : 미사리 업소 관계자 역
- 이정성 : 김영희의 극본 ‘베사메무쵸’ 담당PD 역
- 민우기 : 박창식 역 - 최윤희와 소개팅한 남자
- 송용태 : 서혜진의 미술대학 스승 역
- 이진화 : 뚱땡이국밥집 새로 온 주방장 역
- 양재성 : 최윤희의 큰아버지, 신부 역
- 이성호 : 결혼식 하객 역
- 주효만 : 자녀들 외삼촌, 결혼식 하객 역
- 전성애 : 이미경의 친구, 결혼식 하객 역
- 김미라 : 혜진의 친구 역
- 김희령 : 고영수 엄마 역

### 우정출연
- 이한위 : 김의중 역 - 권기창을 상담한 변호사 (3화, 50화, 51화, 52화, 53화, 58화)
- 장영남 : 김의숙 역 - 김영희를 상담한 이혼전문 변호사 (3화, 50화, 51화, 52화, 53화)
- 그룹 터치 : 본인들 역 (13화, 14화)
- 손현주 : 본인 역 - 드라마 베사메무쵸의 남편 역 (39화, 41화, 42화)
- 고정민 : 본인 역 - 드라마 베사메무쵸의 아내 역 (39화, 41화, 42화)
- 김영희 : 이혼을 위해 법원에 찾아온 아내 역 (49화)
- 김기리 : 이혼을 위해 법원에 찾아온 남편 역 (49화)

### 특별출연
- 백일섭 : 본인 역 - 김수봉의 친구 (13화)

## 시청률
아래의 파란색 숫자는 '최저 시청률'이고, 빨간색 숫자는 '최고 시청률'입니다. 시청률조사회사와 지역별로 시청률에 약간의 차이가 있을 수 있습니다.
| 2011년 | 2011년   | 2011년         | 2011년       | 2011년         | 2011년       |
| 회차   | 방송일   | TNMS 시청률    | TNMS 시청률  | AGB 시청률     | AGB 시청률   |
| 회차   | 방송일   | 대한민국(전국) | 서울(수도권) | 대한민국(전국) | 서울(수도권) |
| ------ | -------- | -------------- | ------------ | -------------- | ------------ |
| 제1회  | 1월 1일  | 18.8%          | 18.3%        | 21.6%          | 21.5%        |
| 제2회  | 1월 2일  | 21.1%          | 23.0%        | 22.3%          | 22.2%        |
| 제3회  | 1월 8일  | 18.5%          | 19.5%        | 20.0%          | 20.7%        |
| 제4회  | 1월 9일  | 24.6%          | 26.4%        | 24.9%          | 25.6%        |
| 제5회  | 1월 15일 | 20.3%          | 21.7%        | 20.4%          | 21.0%        |
| 제6회  | 1월 16일 | 23.9%          | 25.5%        | 25.1%          | 26.1%        |
| 제7회  | 1월 22일 | 20.0%          | 21.3%        | 20.2%          | 20.8%        |
| 제8회  | 1월 23일 | 23.1%          | 25.8%        | 25.2%          | 26.4%        |
| 제9회  | 1월 29일 | 20.4%          | 21.9%        | 22.4%          | 22.7%        |
| 제10회 | 1월 30일 | 24.8%          | 26.7%        | 26.6%          | 27.4%        |
| 제11회 | 2월 5일  | 19.5%          | 21.0%        | 19.5%          | 19.2%        |
| 제12회 | 2월 6일  | 24.9%          | 27.2%        | 27.2%          | 28.6%        |
| 제13회 | 2월 12일 | 19.0%          | 20.0%        | 21.0%          | 21.4%        |
| 제14회 | 2월 13일 | 25.8%          | 27.2%        | 25.6%          | 27.0%        |
| 제15회 | 2월 19일 | 20.9%          | 21.8%        | 20.4%          | 21.5%        |
| 제16회 | 2월 20일 | 23.0%          | 24.8%        | 24.8%          | 26.1%        |
| 제17회 | 2월 26일 | 20.9%          | 22.1%        | 22.3%          | 22.8%        |
| 제18회 | 2월 27일 | 25.9%          | 27.4%        | 27.2%          | 27.5%        |
| 제19회 | 3월 5일  | 21.3%          | 22.2%        | 20.7%          | 21.1%        |
| 제20회 | 3월 6일  | 26.5%          | 27.3%        | 26.0%          | 27.4%        |
| 제21회 | 3월 12일 | 18.3%          | 17.7%        | 17.7%          | 18.6%        |
| 제22회 | 3월 13일 | 21.5%          | 21.4%        | 23.1%          | 24.0%        |
| 제23회 | 3월 19일 | 19.1%          | 18.7%        | 19.6%          | 20.3%        |
| 제24회 | 3월 20일 | 24.6%          | 25.0%        | 26.0%          | 26.9%        |
| 제25회 | 3월 26일 | 20.1%          | 20.3%        | 20.8%          | 21.5%        |
| 제26회 | 3월 27일 | 24.8%          | 24.6%        | 25.9%          | 26.7%        |
| 제27회 | 4월 2일  | 20.5%          | 19.4%        | 20.0%          | 20.5%        |
| 제28회 | 4월 3일  | 24.0%          | 24.1%        | 24.8%          | 25.4%        |
| 제29회 | 4월 9일  | 19.5%          | 20.0%        | 19.8%          | 20.8%        |
| 제30회 | 4월 10일 | 25.9%          | 26.7%        | 25.1%          | 27.4%        |
| 제31회 | 4월 16일 | 20.3%          | 20.7%        | 19.9%          | 20.4%        |
| 제32회 | 4월 17일 | 24.6%          | 25.9%        | 26.0%          | 27.1%        |
| 제33회 | 4월 23일 | 20.4%          | 20.2%        | 20.7%          | 21.4%        |
| 제34회 | 4월 24일 | 26.5%          | 27.3%        | 25.4%          | 26.5%        |
| 제35회 | 4월 30일 | 22.4%          | 22.5%        | 21.4%          | 22.7%        |
| 제36회 | 5월 1일  | 23.3%          | 22.6%        | 25.0%          | 26.0%        |
| 제37회 | 5월 7일  | 19.0%          | 19.2%        | 18.9%          | 20.2%        |
| 제38회 | 5월 8일  | 20.9%          | 21.5%        | 22.2%          | 23.1%        |
| 제39회 | 5월 14일 | 20.9%          | 22.1%        | 20.6%          | 21.4%        |
| 제40회 | 5월 15일 | 25.3%          | 26.9%        | 26.6%          | 28.1%        |
| 제41회 | 5월 21일 | 19.6%          | 20.0%        | 21.4%          | 22.3%        |
| 제42회 | 5월 22일 | 25.4%          | 25.3%        | 27.5%          | 28.8%        |
| 제43회 | 5월 28일 | 19.8%          | 19.9%        | 21.7%          | 22.5%        |
| 제44회 | 5월 29일 | 24.9%          | 25.5%        | 27.1%          | 28.3%        |
| 제45회 | 6월 4일  | 21.1%          | 22.1%        | 21.7%          | 23.0%        |
| 제46회 | 6월 5일  | 23.2%          | 22.5%        | 24.1%          | 25.5%        |
| 제47회 | 6월 11일 | 19.1%          | 18.6%        | 19.6%          | 20.0%        |
| 제48회 | 6월 12일 | 26.9%          | 28.2%        | 29.1%          | 30.9%        |
| 제49회 | 6월 18일 | 21.7%          | 21.4%        | 21.5%          | 22.0%        |
| 제50회 | 6월 19일 | 25.0%          | 25.8%        | 25.6%          | 26.1%        |
| 제51회 | 6월 25일 | 22.7%          | 23.2%        | 23.0%          | 23.3%        |
| 제52회 | 6월 26일 | 26.7%          | 27.8%        | 29.2%          | 30.0%        |
| 제53회 | 7월 2일  | 21.6%          | 23.6%        | 22.0%          | 22.3%        |
| 제54회 | 7월 3일  | 29.0%          | 30.9%        | 30.1%          | 31.5%        |
| 제55회 | 7월 9일  | 24.6%          | 23.8%        | 24.5%          | 23.7%        |
| 제56회 | 7월 10일 | 30.0%          | 30.7%        | 31.2%          | 32.5%        |
| 제57회 | 7월 16일 | 23.9%          | 25.2%        | 25.6%          | 27.5%        |
| 제58회 | 7월 17일 | 27.8%          | 28.7%        | 28.5%          | 29.7%        |
| 제59회 | 7월 23일 | 21.7%          | 22.1%        | 21.2%          | 21.7%        |
| 제60회 | 7월 24일 | 25.5%          | 24.6%        | 25.8%          | 27.0%        |
| 제61회 | 7월 30일 | 23.1%          | 23.1%        | 23.0%          | 24.1%        |
| 제62회 | 7월 31일 | 25.3%          | 26.5%        | 27.4%          | 29.3%        |

## 연장 사유
- 2011년 6월 9일 : 사랑을 믿어요 방영 분량을 50부작에서 12회 연장되어 62부작으로 늘리기로 결정하였다.[3]

## 수상 경력
- 2011년 KBS 연기대상
  - 청소년 연기상 : 김환희

## 경쟁 프로그램
- 글로리아
- 반짝반짝 빛나는 (이상 MBC)
- 웃어요, 엄마
- 내사랑 내곁에 (이상 SBS)